# Alexander Haig
Alexander Meigs Haig, Jr. (n. 2 decembrie 1924 – d. 20 februarie 2010) a fost un general al United States Army, care a servit ca secretar de stat în administrația președintelui Ronald Reagan și Șef al personalului Casei Albe în administrațiile președinților Richard Nixon și Gerald Ford.
Haig a servit de asemenea ca Adjunct al Șefului de stat major al armatei Statelor Unite, cea de-a doua cea mai importantă funcție a unui ofițer al United States Army, precum și în calitatea de Comandant Suprem al Forțelor Aliate din Europa, fiind simultan comandantul forțelor miltare americane și NATO din Europa.
Veteran al Războiului din Coreea și al celui din Vietnam, Haig a fost decorat cu unele dintre cele mai importante decorații ale Uniunii, dintre acestea distingându-se Distinguished Service Cross, Silver Star cu frunză de stejar și Purple Heart.
În ziua de 20 februarie 2010, Haig a decedat din cauza unor complicații provenite dintr-o infecție stafilococică după ce fusese anterior spitalizat la Johns Hopkins Hospital din Baltimore pe 28 ianuarie 2010.

## Viață timpurie și educație
Alexander Haig s-a născut în Bala Cynwyd, statul Pennsylvania, în apropierea orașului Philadelphia, Pennsylvania, ca fiul mijlociu al avocatului republican Alexander Meigs Haig, Sr. și al soției sale Regina Anne Murphy. La vârsta de zece ani, tatăl său a murit de cancer, iar mama sa, de descendență irlandeză-americană și-a crescut copii în spiritul conservator al bisericii catolice. A studiat la Saint Joseph's Preparatory School din Philadelphia și a absolvit liceul Lower Merion din Ardmore, Pennsylvania. După aceea a învățat la Universitatea Notre Dame timp de doi ani, după care s-a transferat la United States Military Academy, pe care a absolvit-o în 1947. Haig a obținut un masterat în administrarea afacerilor de la Columbia Business School în 1955, și un altul în relații internaționale de la Universitatea Georgetown în 1961. Lucrarea sa de disertație a examinat rolul ofițerilor de armată în politicile naționale.

## Comandant suprem al NATO (1974 – 1979)

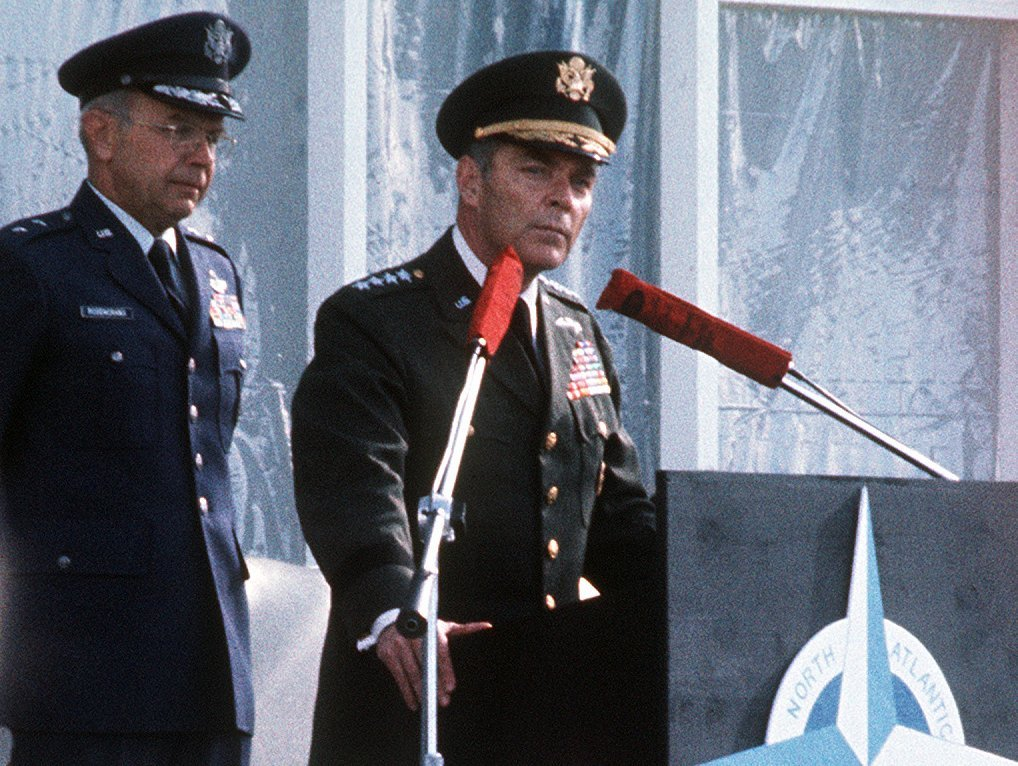
Generalul Haig ca SACEUR,
fotografie din 1 iunie 1977.

## Viață târzie, probleme de sănătate, deces
În 1980, Haig a avut o dublă operație de bypass la inimă.

## Distincții militare
Qualification Badges
- Combat Infantryman Badge
- Presidential Service Badge

Decorații
- Distinguished Service Cross
- Defense Distinguished Service Medal with Oak Leaf Cluster
- Army Distinguished Service Medal
- Silver Star with Oak Leaf Cluster
- Legion of Merit with two Oak Leaf Clusters
- Distinguished Flying Cross with two Oak Leaf Clusters
- Bronze Star with "Valor device" and two Oak Leaf Clusters
- Purple Heart
- Air Medal with Bronze Numeral 24
- Army Commendation Medal

Decorații militare americane
- National Defense Service Medal with Bronze Service Star
- American Campaign Medal
- World War II Victory Medal
- Army of Occupation Medal
- Korean Service Medal with four Bronze Stars
- Vietnam Service Medal with two Bronze Stars

Decorații din alte țări
- National Order of Vietnam
- Vietnam Gallantry Cross with Palm
- United Nations Service Medal
- Republic of Vietnam Campaign Medal